# Ethnischer Verkehr
Unter dem Begriff Ethnischer Verkehr versteht man in der zivilen Luftfahrt einen Flug, der vor allem darauf ausgerichtet ist, die Nachfrage von Arbeitsmigranten und ihren Familien nach Flügen in ihre Heimatregion zu befriedigen.
Ethnischer Verkehr umfasst dabei sowohl Linien- als auch Charterflüge, entscheidend ist jedoch ein Besuchscharakter: Insbesondere Geschäftsreisen fallen nicht unter diese Definition. Ethnischer Verkehr beschränkt sich dabei nicht nur auf Migration der letzten Jahrzehnte, sondern umfasst im weiteren Sinne auch den Verkehr zwischen früheren Aus- und Einwanderungsländern wie etwa zwischen Großbritannien und Australien oder zwischen ehemaligen Kolonien und deren früheren Mutterländern wie etwa zwischen Belgien und dem Kongo.
Da diese Flüge in der Regel nicht an feste Termine gebunden sind, zeigen die Reisenden eine hohe Preiselastizität und sind oft bereit, auch unattraktive Flugzeiten zu akzeptieren.